# 당새아
당새아(중국어 정체자: 唐賽兒; fl. 1420)는 명나라의 백련교 반란 지도자이다.
당새아는 푸타이의 무술 대가의 딸로, 린산과 결혼하여 백련교에 합류했다. 1420년, 그녀는 농민들의 불만을 이용하여 시에스펑에서 제국 정부에 대항하는 반란군을 모았다. 그녀는 쥐현과 지모 도시를 점령하고 여러 제국 관료들을 격파했지만, 그녀의 군대는 안추시에서 패배했다. 패배 후, 그녀와 그녀의 반란군들은 동정적인 농민들과 섞여 사라졌고, 따라서 처벌받지 않았다. 그녀는 민간 설화에서 인기 있는 영웅으로 남아 있으며, 시에스펑 마을은 그녀의 이름을 따서 명명되었다.
당새아는 청나라 소설 History of Female Immortals의 주인공으로, Lu Xiong (Qing dynasty)이 썼으며, 상아 (전설)의 환생이자 구천현녀와 태상노군의 제자로 묘사된다. 그녀는 송강 (수호전)처럼 구천현녀의 천서를 받았다. 위기 상황일 때마다 구천현녀는 항상 당새아가 문제를 해결하도록 돕는다.